# Brann Stadion
Il Brann Stadion è lo stadio di calcio della città di Bergen. Ospita le partite casalinghe del Brann dalla sua inaugurazione. L'impianto sorge ai piedi del monte Ulriken.
Il record di spettatori fu registrato il 1º ottobre 1961, quando il Brann ospitò il Fredrikstad nella semifinale di Norgesmesterskapet, davanti a 24.800 spettatori. Il record in campionato, invece, corrisponde ai 23.900 spettatori della sfida contro il Lillestrøm del 1978. Al 2009, la capacità massima dello stadio è di 17.317 spettatori. Un progetto di ristrutturazione prevedeva l'ampliamento fino ad oltre 20.000 posti, ma fu bloccato. Il Brann Stadion è il terzo impianto per capacità della Norvegia.
Il Brann Stadion fu di proprietà dello S.K. Brann al 49% e della Stor-Bergen Boligbyggelag al 51%. In seguito, la Stor-Bergen Boligbyggelag ha venduto però le sue quote al Brann allo stesso prezzo per cui le acquistò.

## Storia
La storia del Brann Stadion iniziò con Christen K. Gran, un membro del comitato sportivo norvegese e fondatore del club dello S.K. Brann. Fu una sua idea, nel 1917, la costruzione di un nuovo stadio chiamato Fridalen, nel quartiere Årstad. La sua proposta fu inizialmente accolta con scetticismo, ma fu determinato per realizzare questo progetto e si impegnò a ricercare i fondi necessari. In accordo con la tradizione locale, la raccolta fondi prima della finale di Coppa di Norvegia 1917 tra Brann e Sarpsborg portò al raggiungimento della somma necessaria ad acquistare il terreno su cui sarebbe sorto l'impianto. La costruzione iniziò l'anno successivo e, il 25 maggio 1919, lo stadio fu inaugurato con una partita tra Brann e la Nazionale norvegese.